# Навоийская ТЭС
Навои́йская ТЭС (узб. Navoiy IES) — тепловая электростанция в Навоийской области Узбекистана. По состоянию на 2020 год, на предприятии трудятся 1549 человек (из них производственного персонала — 1367 человек).

## История
Строительство электростанции начато в 1960 году.
Первый энергоблок Навоийской ГРЭС был введен в строй 31 марта 1963 года.
В апреле 1964 года предприятие вышло на проектную мощность.
Первоначально станция входила в состав НГМК, но в 1965 году была передана Министерству энергетики Узбекской ССР.
11-й энергоблок был введен в эксплуатацию в 1981 году.
В 2004 году Навоийская ГРЭС была преобразована в ОАО «Навоийская ТЭС».
В августе 2009 года ГАК «Узбекэнерго» подписала контракт с консорциумом в составе турецкой «Çalik Enerji Sanayi ve Ticaret AŞ» и испанской «Initec» на модернизацию Навоийской ТЭС стоимостью 530 миллионов долларов.
В рамках контракта консорциум осуществил строительство парогазовой установки (ПГУ) мощностью 478 МВт на условиях «под ключ». Объект был введен в эксплуатацию в 2012 году. Поставщиком ПГУ выступила японская компания «Mitsubishi».
В 2014 году ГАК «Узбекэнерго» объявило тендер на строительство второй парогазовой установки мощностью 450 МВт. По их итогам в октябре 2016 года был заключен договор с консорциумом в составе «Mitsubishi Corporation», «Mitsubishi Hitachi Power Systems Ltd» и «Calik Enerji Sanayi ve Ticaret AS». Общая стоимость проекта — $550 млн.
28 марта 2017 года президент Узбекистана Шавкат Мирзиёев заложил капсулу в связи с началом строительства второй парогазовой установки.
В 2018 году блок ПГУ мощностью 450 МВт был введен в эксплуатацию.
В октябре 2023 года с компанией «Mitsubishi» подписан контракт на строительство третьей парогазовой установки мощностью 650 МВт — к 2026 году. С её запуском общая мощность Навоийской ТЭС должна достигнуть 2718 МВт.